# Жіноче кіно

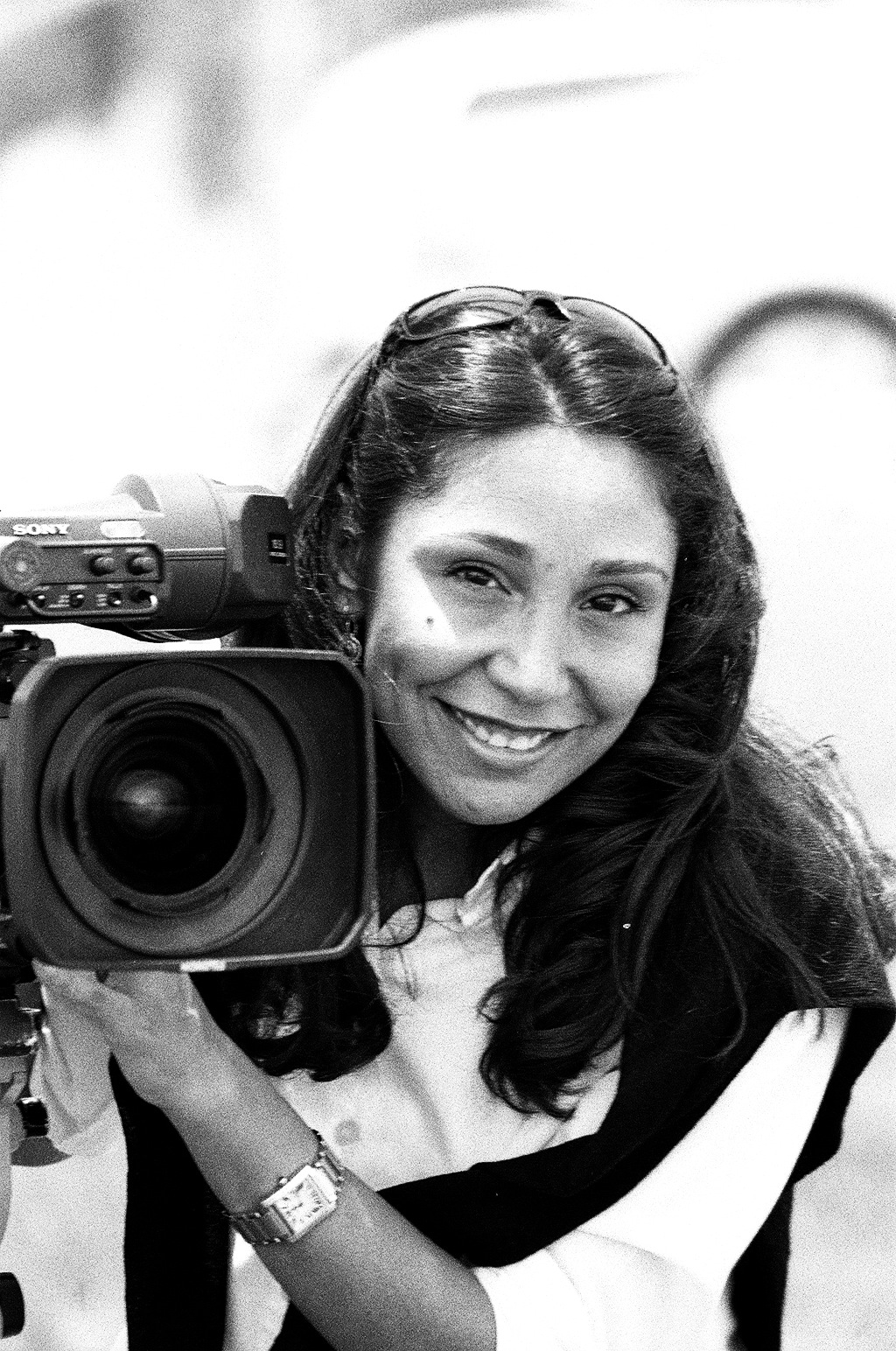
Хайфа аль-Мансур, перша жінка-кінорежисерка Саудівської Аравії

Жіноче кіно (англ. Women's cinema) — це робота жінок у кіно, передовсім закадрова праця режисерок, операторок, сценаристок, продюсерок, а також історії жінок та розвиток персонажок за допомогою сценаріїв.
Серед відомих режисерок — Кетрін Біґелоу, перша жінка, яка отримала премію Оскар за найкращу режисерську роботу,  Аліс Гі-Блаше, Дороті Арзнер, Мері Харрон, Ісіар Боллаїн, Джейн Кемпіон, Апарна Сен, Софія Коппола, Агнес Варда, Патті Дженкінс, Ненсі Мейєрс, Ясмін Ахмад, Надін Лабакі, Ава ДюВерне, Лукреція Мартел, Лінн Ремсі, Ґрета Ґервіґ, Рахшан Баніетемад та Іда Лупіно. Багато успішних кінематографісток: Меріс Альберті, Рід Морано, Рейчел Моррісон та Зої Вайт.
Жіноче кіно визнає внесок жінок не тільки в художні фільми, а й у документальні. Визнання жіночої праці відбувається за допомогою різних фестивалів та нагород, таких як кінофестиваль «Санденс».
«Жіноче кіно — це складна, критична, теоретична та інституційна конструкція», — пояснює Елісон Батлер. Концепція зазнала неабиякої критики, внаслідок чого деякі кінорежисерки дистанціювалися від неї, побоюючись бути пов'язаними з маргіналізацією та ідеологічними суперечками.
Розвитку жіночого кіно сприяла розробка феміністської теорії кіно, жіночого письма та жіночого епосу.

## Творчині епохи німого кіно
Аліс Гі-Блаше була піонеркою у кіно і першою жінкою-режисеркою. Працюючи у кінокомпанії «Gaumont» у Франції на час винайдення кіно, вона створила «La Fée aux Choux» (1896). Дати багатьох ранніх фільмів є спекулятивними, але La Fée aux Choux цілком може стати першим оповідальним фільмом. Гі-Блаше працювала керівницею виробництва Гомонт з 1896 по 1906 рік і зняла сотні німих фільмів у Франції та США.
Гелен Гарднер (Vitagraph), яка здобула визнання за роль Беккі Шарп у версії Ярмарок суєти 1910 року, була першою акторкою, серед чоловіків і жінок, яка створила власну продюсерську компанію, The Helen Gardner Picture Players. Першою постановкою Гарднер стала «Клеопатра» (1912), один з перших американських повнометражних фільмів.
Режисерка американського походження Лоїс Вебер була тренеркою і натхненницею Гі-Блаше і досягла успіху у створенні німих фільмів. Вебер добре відома фільмами «Лицеміри» (1915), «Клякса» (1921) і «Саспенс» (1913). Фільми Вебер часто фокусуються на складних соціальних питаннях. Наприклад, картина «Де мої діти?» (1916) розглядає спірні питання контролю над народжуваністю та абортів. Вона поставила під сумнів законність смертної кари у «Народ проти Джона Доу» (1916).
Мейбл Норманд почала актркою, а стала продюсеркою, сценаристкою-режисеркою у 1910-х, працюючи над першими короткометражками Чарлі Чапліна («Блукач») на студії Keystone Мака Сеннета. Вона також співпрацювала з Сеннетом над іншими фільмами, і наприкінці 1910-х — на початку 1920-х мала власну кіностудію та продюсерську компанію.  Інші відомі акторки, які стали режисерками: Грейс Кунард та Нелл Шипман.
Сценаристки були дуже затребувані в перші роки кіно. Френсіс Маріон, Аніта Лус та Джун Матіс — усі вони мали успішну кар'єру в епоху раннього звучання. Матіс також була першою жінкою-керівницею Голлівуду.

## Класичний Голлівуд
Оскільки в 1920-х американське кіно стало високо комерціалізованою індустрією, а його зміст ставав дедалі традиційнішим, можливості для продюсерок та режисерок ставали все меншими. До того моменту, як кіно стало звуковим у 1927 році та відразу після цього, жіночі ролі за камерою значною мірою обмежувалися сценаристками, костюмерками, декораторками, візажистками тощо. А впровадження галузевої самоцензури у формі Кодексу Гейса 1934 року означало, що такі теми, як контроль над народжуваністю та аборти, стали табу. Дороті Арзнер була єдиною жінкою-режисеркою, яка вижила в цьому недружньому середовищі. Тим не менш, у її фільмах можна простежити феміністичні елементи. Кінокритики вважають її фільм «Dance, Girl, Dance» про двох жінок, які борються за успіх у шоу-бізнесі, особливо цікавим з феміністичної точки зору. Фільм був відібраний для включення до Національного реєстру фільмів. Арзнер працювала з такими акторками як Кетрін Гепберн у фільмі «Крістофер Стронг» (1933) та Джоан Кроуфорд у фільмі «Наречена була в червоному» (1937).

## Експериментальне та авангардне кіно
Жанр, який вважається найближчим до кінорежисерок та просуває жіночу тематику. Пем Кук і Лора Малві також відзначили узгодженість та союз експериментального та авангардного кіно з феміністичним інтересом та феміністичною політикою. Зокрема, Малві пояснювала, що мейнстрімові чи голлівудські фільми не здатні забезпечити досвід суперечностей, посилюючи антиреалізм, і саме тут авангардне кіно корисне для жінок та фемінізму.
Залучення жінок до експериментального та авангардного кіно розпочалося на початку ХХ ст., хоча воно було обмеженим через суспільні умовності цього періоду. Лише після війни жінки почали активно брати участь у жанрі. Жермен Дюлак була провідною учасницею французького авангардного кіно після Першої світової. Існує також випадок прозорливих фільмів Майї Дерен, які належали до класики експериментального кіно та зосереджувалися на північноамериканському авангарді. Сучасна тенденція не протистояла вступу кінорежисерок в авангардне кіно, хоча в перші роки вони не отримували такого визнання критиків, як їхні колеги-чоловіки.
Ширлі Кларк була провідною фігурою незалежної американської кіносцени в Нью-Йорку в п'ятдесяті роки. Її робота незвичайна, оскільки вона режисувала видатні експериментальні та художні фільми, а також документальні. Джойс Віланд — канадська режисерка експериментальних фільмів. Національне кіноматографічне управління Канади дозволило багатьом жінкам знімати некомерційні анімаційні фільми. У Європі такі художниці як Валі Експорт одними з перших дослідили художній та політичний потенціал відео.

## Фемінізм другої хвилі
Наприкінці 60-х, коли розпочалася друга хвиля фемінізму, «нові ліві» були на піку зростання. Обидва рухи рішуче виступали проти «домінуючого кіно», тобто голлівудського та чоловічого європейського авторського кіно. Голлівуд звинувачували в утиску, поширенні сексизму, расистських та імперіалістичних стереотипах. Жінки брали участь у змішаних нових колективах, таких як кінохроніка, а також створювали власні кіногрупи. Ранні феміністичні фільми часто фокусувалися на особистому досвіді. Першим шедевром стала «Ванда» Барбари Лоден, один з найпотужніших будь-коли створених портретів відчуження.
Фемінізм другої хвилі проявлявся у різних формах у фільмах в другій половині ХХ-го ст., наприклад, з ідеєю «сестринства» у фільмах, хорошим прикладом якої є «Сталеві магнолії» 1989 року. Протягом цього часу фемінізм у кіно також представлятиметься як контр-кіно, за допомогою якого режисерки навмисно деконструювати модель класичного фільму. Цей стиль можна побачити у творах таких мисткинь, як «Триллер» Саллі Поттер 1979 року.

## Жіноча сексуальність
Опір утиску жіночої сексуальності був однією з основних цілей фемінізму другої хвилі. Аборт все ще був дуже суперечливим у багатьох західних суспільствах, і феміністки виступали проти контролю держави та церкви. Дослідження жіночої сексуальності набуло багатьох форм: зосередження уваги на давньо цензурованих формах сексуальності (лесбійство, садомазохізм) або демонстрація гетеросексуальності з жіночої точки зору. Біргіт Гайн, Ельфі Мікеш, Неллі Каплан, Кетрін Брейя та Барбара Гаммер — деякі з режисерок періоду.
Ролі, які виконують чоловіки, — це супергерой, заможний діловий чоловік чи всемогутній лиходій. Що стосується ролей, які відіграють жінки, то вони, як правило, є домогосподарками, жінками, які не можуть отримати чоловіка, повіями чи секретарками. Справжнє порівняння — це мужність проти жіночності. Тест Бекдел для кіно — це лакмусовий папірець, який вивчає представництво жінок у медіа. Три фактори: 1. Чи є у фільмі принаймні 2 жінки з іменами? 2. Ці жінки розмовляють між собою? 3. Вони розмовляють між собою про щось інше, ніж про чоловіка? Багато ролей, які відводяться жінкам, роблять їх залежними від чоловіків або обмежують їх роль. Жінки вдвічі частіше виконують роль, пов'язану з життям, а не з роботою. Голлівуд рідко вибирає жінок на роль всемогутніх босів або щоб вони навіть мали успішну кар'єру. Було кілька прикладів, які порушують цю норму, наприклад, «Освідчення» або «Я не знаю, як вона це робить». Навіть у цих картинах чоловік відіграє сильну роль, а жіноча роль залежить від акторів для сюжетної лінії. Жінки не є самостійними у фільмах і рідко бувають у центрі уваги без чоловіка, щоб вкрасти їх. Деякі ролі в останніх картинах працювали проти цієї норми, наприклад, Кітніс у «Голодних іграх» і Фуріоза у «Шаленому Максі: Дорога гніву». Ці ролі порушують норму, оскільки жінки зазвичай зображуються залежними від інших персонажів, надмірно емоційними та обмеженими роботами з низьким статусом порівняно з підприємливими та амбітними чоловічими персонажами (Bussey & Bandura, 1999).

## Кіномисткині проти насильства
Протистояння патріархальному насильству було ключовою проблемою фемінізму другої хвилі з 1960-х до 1980-х.  Багато феміністок другої хвилі брали участь у русі миру вісімдесятих, як і їхні праматері у старих пацифістських течіях. Наслідки воєнного конфлікту для жінок після холодної війни часто не помічалися. Конфлікти після холодної війни призвели до того, що жінок посилено катували, ґвалтували та піддавали насильству. Це спричинило ріст жіночих організацій та ініціатив протесту проти насильства над жінками, що посилило критику патріархального кліше «миротворчої» жінки. Кінорежисерки задокументували участь жінок в антиімперіалістичних рухах опору. Натхненні індуїстською богинею-матір'ю Калі — традиційно асоційованою із сексуальністю, насильством та материнською ніжністю — німецькі режисерки Біргіт та Вільгельм Гайн створили фільм «Калі», який зображує жінок як жорстоких та загрозливих, протилежних невинному стереотипу «доглядальниці», який зазвичай призначають персонажкам. Режисерки зібрали знайдені кадри з «тривіальних» жанрів, єдиної галузі кіно, в якій було дозволено зображувати агресивних жінок.
Режисерки також почали брати на себе представлення сексуальності та гендеру у фільмах, призначених спеціально для студентів та студенток коледжу. Оскільки сексуальне насильство в кампусах продовжує охоплювати університети, режисерки почали створювати фільми, які вирішують ці проблеми. У 2014 році група студенток та викладачок Техаського технічного університету створила серію фільмів «Сексизм | Кіно», щоб забезпечити навчання про насильство проти жінок та сексуальне насильство в університетських містечках.

## Повторне входження в мейнстрім
Кетрін Біґелоу працює в таких жанрах, як наукова фантастика, екшн і жахи. Вона стала першою жінкою, яка отримала премію Оскар за найкращу режисуру та премію Гільдії режисерів Америки у 2010 році за фільм «Володар бурі».  У 2013 році її фільм «Тридцять хвилин по півночі» отримав загальне визнання і зібрав у прокаті США 95 мільйонів доларів. Крім того, Біґелоу номінувалась на найкращу режисерку на преміях BAFTA, преміях «Золотий глобус» та премії Гільдії режисерів Америки. Однак їй не вдалося потрапити в шорт-лист цієї категорії на 85-й церемонії вручення премії «Оскар».  
Енн Флетчер зняла чотири фільми: Крок уперед (2006), 27 весіль (2008), Освідчення (2009) та The Guilt Trip (2012), які зібрали в прокаті США понад 343 млн доларів та 632 млн доларів у всьому світі. Вона також брала участь у режисурі продовження фільму 2007 року «Зачарована».
Софія Коппола — відома фінансово успішна режисерка. Її фільм «Труднощі перекладу» (2003) зібрав понад 119 мільйонів доларів. Успішними були «Незайманки-самогубці» (1999), "Марія-Антуанетта" (2006) і «Елітне суспільство» (2013).
Ава Дюверней — режисерка популярної «Сельми» (2014), а також перша афроамериканка, яка зняла трицифровий фільм з бюджетом «Складки часу» (2018).

## Жіноча документалістика
Хоча між відсотком кінематографісток та жінок все ще існує розрив, жінки, як правило, більше залучаються до документальних фільмів. Відсоток жінок, які режисують документальні фільми, більший, ніж жінок, які режисують художні.

#### Феміністки про режисерок
У світі кіно багатьом кінорежисеркам не приділяється особливої уваги або шансів показати, на що вони здатні. Це питання все ще обговорюється, але ряд активісток прагнуть змінити та подолати цей тип нерівності. Вони мають на меті підвищити обізнаність та внести соціальні зміни у те, що зараз відображається у засобах масової інформації. Протягом 1990-х з'явилося багато фільмів про кінорежисерок різних національностей та расових груп. Наприклад, «Сестри в кіно» Івонн Велбон. Це документарі демонструє, як афроамериканські режисерки перевіряють своє теперішнє місце у бізнесі.

## Дискримінація жінок у кіноіндустрії
Багато жінок бояться вступити у кіноіндустрію, не кажучи вже про створення кількох творів у галузі. Кажуть, що найм жінок у галузь — це великий шанс або ризик. Під час прийняття на роботу в кіногалузь жінок дискримінують за багатьма ознаками, такими як вік та надання нижчих ставок зарплати. Більшість працівниць у кіноіндустрії стають лише фрілансерками, що заважає їм створювати кар'єру та заробляти на життя кіно. Ці стратегії існують, навмисно чи ні, щоб запобігти процвітанню жінок у кіноіндустрії.
Однак після дискримінації пр наймі, коли жінки отримують та починають роботу, набагато більше гендерної дискримінації. Статистика показує, що жінок на керівних посадах у галузі не так багато.  Порівняно з кількістю найнятих жінок, чітко показано, що жінкам не дають можливості тривалий час зберігати роботу. «Однак варто відзначити, що жінки втрачали роботу в шість разів більше, ніж чоловіки, що свідчить про особливу та підвищену вразливість жінок у цій галузі».  Жінок не підвищують на вищі посади так часто, як їхніх колег-чоловіків, і їм навіть не дають можливості залишатися надовго, щоб отримати підвищення.
У галузі існує багато сценаріїв, де жінка має вищу кваліфікацію, ніж чоловік, але заробляє на тій же роботі менше грошей. Навіть до професіоналок із надмірною кваліфікацією ставляться так, ніби цього недостатньо, що призводить до того, що вони докладають додаткових зусиль, щоб стати кращими та отримувати винагороду як і колеги-чоловіки. Усі ці нерівності та дискримінація жінок у кіноіндустрії породжують у жінок страх іти в індустрію.

## В Україні
В українському кінематографі за радянських часів працювали Кіра Муратова та Лариса Шепітько, також Ніна Василенко — режисерка-аніматорка. У комерційний кінематограф жінки повернулися у 80-х—90-х. В Україні в цей період режисерки знімали ігрове та експериментальне кіно. В 2020-х найбільший влив справив документальний фільм Ірини Цілик «Земля блакитна, ніби апельсин». Наталка Ворожбит — українська драматургиня, сценаристка і режисерка, в 2020 році представила повнометражний режисерський дебют «Погані дороги», також вона є шоуранеркою серіалу «Спіймати Кайдаша».